# San Mateo de Bages
San Mateo de Bages (en catalán y oficialmente, Sant Mateu de Bages) es un municipio español de la provincia de Barcelona, situado en las laderas de la sierra de Castelltallat. Por su situación recibe el nombre popular de Mirabages. Está formado por las entidades de Castelltallat, Coaner, Saló, Sant Mateu de Bages y Valls de Torroella (Colonia Valls). 

## Demografía
San Mateo de Bages cuenta con una población de 637 habitantes (INE 2024).
| Gráfica de evolución demográfica de San Mateo de Bages entre 1842 y 2021 |
| |
| Población de derecho según los censos de población del INE. Población de hecho según los censos de población del INE.En estos censos se denominaba San Mateo de Bagés: 1842, 1857, 1860, 1877, 1887, 1897, 1900, 1910, 1920, 1930, 1940, 1950, 1960, 1970 y 1981. Entre el censo de 1857 y el anterior, crece el término del municipio porque incorpora a Coamer y Saló. |

| 1900 | 1930 | 1950 | 1970 | 1981 | 1986 |
| ---- | ---- | ---- | ---- | ---- | ---- |
| 492  | 1148 | 1006 | 810  | 628  | 581  |

## Personas notables
- Estanislao Basora, futbolista internacional. (1926-2012)